# Orologio a palette

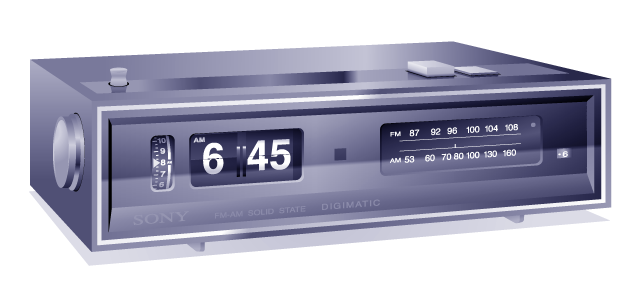
Una radiosveglia (Sony Digimatic 8FC-59W) del 1969 con uno dei primi display digitali.

Un orologio analogico con display digitale (comunemente detto "orologio a palette") è un orologio che mostra l'informazione in formato digitale su un teleindicatore a palette, ma in realtà tiene traccia dell'ora in modo analogico.

## Descrizione
La nascita degli orologi a palette avviene in Italia grazie alla società Solari di Udine nel 1948. Remigio Solari un ingegnere autodidatta è il fondatore e proprietario. Le palette allora definite come cartelle sono in metallo collegate ad un meccanismo rotante all'interno di un display in vetro. Caratteristica fondamentale di questo nuovo tipo di orologio è la visibilità da lontano e la chiarezza dell'immagine. La prima installazione avviene infatti alla stazione di Liège-Guillemins in Belgio nel 1956. 
Da quel momento l'orologio a palette diventa uno standard nel mondo dei trasporti sia ferroviari che aerei.  I motivi che lo fanno preferire agli altri tipi di orologio anche in epoca digitale sono:
- Non richiede particolari condizioni di luce per la visualizzazione. Rimane chiaramente visibile anche in condizioni di illuminazione molto forte, il che lo rende la scelta ideale per gli esterni (stazioni ferroviarie e terminali autobus) rispetto a molti LED o LCD digitali, che sono piuttosto sensibili alle condizioni di illuminazione.
- È possibile visualizzare le informazioni su un display a palette da qualsiasi angolazione. Immaginate un turista correre a prendere il suo volo. Egli troverà la porta d’imbarco con molta facilità grazie al display a palette.
- Serve poca energia per azionare le palette. Questo è un ottimo modo per essere eco-friendly soprattutto quando si hanno un sacco di informazioni da visualizzare. Gli schermi a palette sono praticamente fault-tolerant in un caso di mancanza di corrente. Dovesse esserci un black-out, le informazioni visualizzate sul tabellone rimangono così come sono! Questo funziona come un piano di backup di emergenza supplementare.

I viaggiatori di tutto il mondo in stazioni ferroviarie o aeroporti si basano sulla scheda di Solari per consultare partenza e / o arrivi. 
Dopo la morte di Remigio nel 1957, suo fratello Fermo incorpora la geniale tecnologia della scheda Solari nell'orologio sancendo di fatto l'entrata dell'orologio a palette nel mercato domestico.
Ma è grazie al genio di Gino Valle che nel 1965 progetta il Cifra 3 che l'orologio a palette diventa un oggetto d'arte. Il Cifra 3 è un capolavoro senza tempo conservato al Museum of Modern Art di New York e al Science Museum di Londra.